# Curtício (amigo de Constantino Ducas)
Curtício (em grego medieval: Κουρτίκιος; romaniz.: Kourtíkios) foi um bizantino de origem armênia do século IX, ativo durante o reinado do imperador Leão VI, o Sábio (r. 886–912). Aparece em 913, três dias após a morte de Alexandre (r. 912–913), quando envolveu-na na usurpação de Constantino. Acompanhou a massa que proclamou-o seu amigo como imperador em frente ao hipódromo e esteve entre os mortos no confronto com os excubitores, a guarda imperial, no Portão Calce.